# فليكس الأول
فليكس الأول هو بابا الكنيسة الكاثوليكية السادس والعشرين وقديس وفق المعتقدات المسيحية. روماني المولد. كان أسقف روما بين 5 يناير 269 حتى وفاته في 30 ديسمبر 274، خلفًا للبابا ديونيسيوس.
عرف من خلال كتباته حول وحدة المسيح الإنسانية والإلهية. وقد تلقى مساعدة من الإمبراطور أورليان في النزاع مع هرطقة بولس السومسطائي، والذي كان مطران مدينة أنطاكية. وقد استشهد فقد قتل من قبل جنود الإمبراطور أورليان.
دفن في مقبرة الباباوات إلا أن شاهد قبره لم يعثر عليه.